# ルパート・グリント
ルパート・アレクサンダー・ロイド・グリント（英: Rupert Alexander Lloyd Grint、1988年8月24日 - ）は、イギリスの俳優。身長173cm。

## 来歴

### 生い立ち
イングランド・エセックス州出身。父親のナイジェル・グリントは土産物屋の販売員、母親のジョーン（旧姓パーソンズ）は主婦。弟（ジェームズ）と妹（ジョージナ、サマンサ、シャーロット）がいる。俳優となる前は学校や地元の劇団の舞台に立っていた。

### キャリア
小説『ハリー・ポッター』シリーズのファンだったことから、ロン・ウィーズリーを演じたかったためにオーディションに応募。女の子の格好をして自分がいかにロン役にぴったりかの即興ラップを歌ったり、原作でのロンの台詞を読んだりしたビデオを送った結果、ロン役に選ばれ、2001年に映画『ハリー・ポッターと賢者の石』でデビュー。以後、最終章の『ハリー・ポッターと死の秘宝』まで出演した。また、原作版『ハリー・ポッターと謎のプリンス』ではホラス・スラグホーンがロンの名前を「ルパート」と間違えるシーンがあるが、これは実写版でロンを演じたグリントの名前からとられている。
『ハリー・ポッター』シリーズ以外ではコメディ映画『サンダーパンツ!』やローラ・リニーとジュリー・ウォルターズ（『ハリー・ポッター』シリーズではウィーズリー夫人を演じている）共演の『Driving Lessons』、BBCラジオのナレーターとしても活躍。

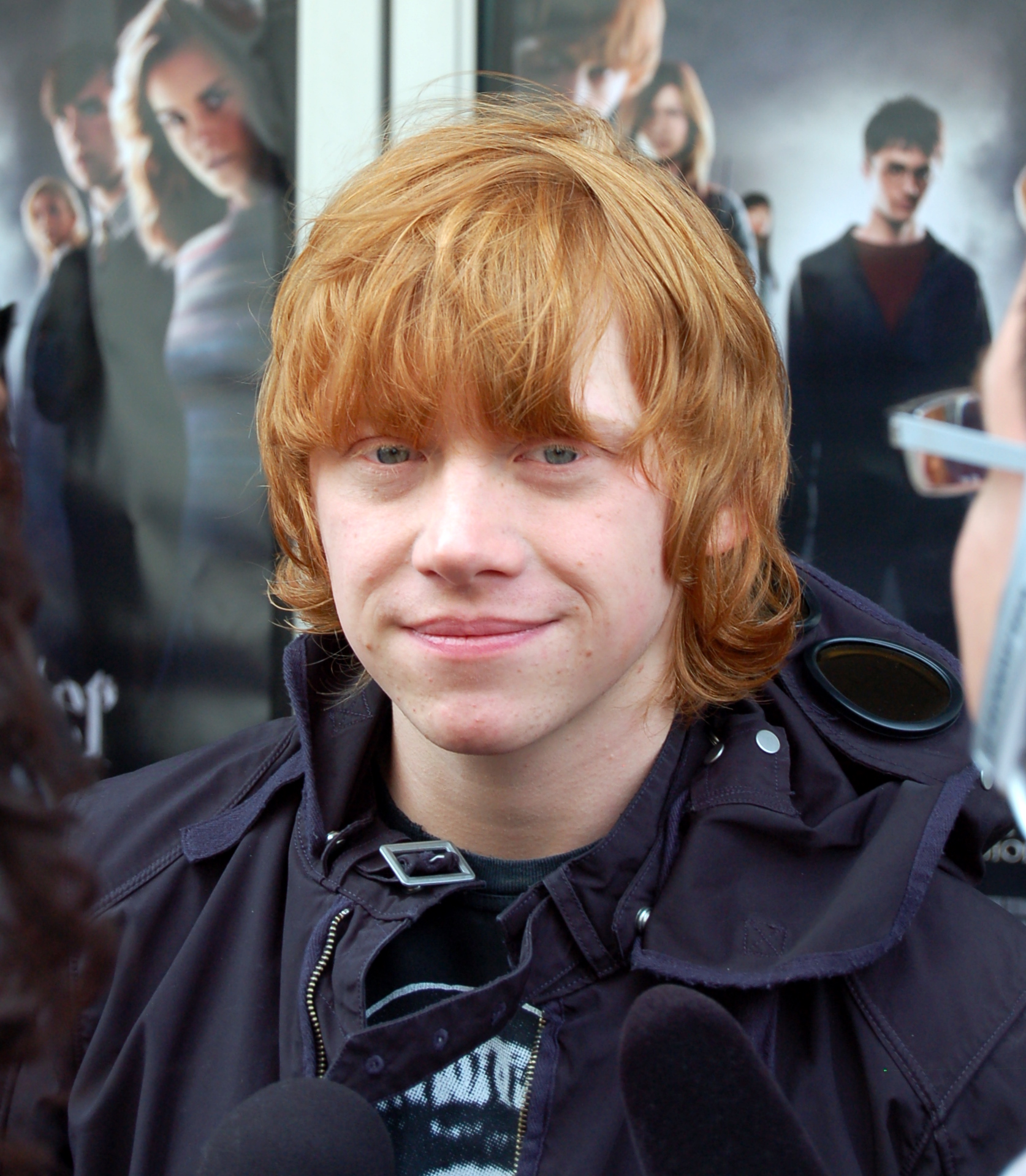
2007年 映画『ハリー・ポッターと不死鳥の騎士団』トロント・プレミアにて

2007年7月9日に『ハリー・ポッター』シリーズで共演しているダニエル・ラドクリフ、エマ・ワトソンとともにハリウッドのグローマンズ・チャイニーズ・シアターで手型と足型を取った。
2011年1月、経済誌『フォーブス』が「スクリーン上で最も（興行収入を）稼いだカップル」のランキングを発表し、グリントとワトソンが1位にランクインした。両者は『ハリー・ポッター』シリーズだけで63億ドル（日本円で約5229億円）を稼いでいた。
2025年、エド・シーランの「ア・リトル・モア」のミュージック・ビデオに出演。

### 私生活
2004年にリチャード・ヘイル・スクールを卒業。
趣味は一輪車、絵を描くこと、ゴルフ。
2005年9月、英大衆紙『ザ・サン』によると、グリントが通っていた学校では、生徒たちはグリントにサインを頼むことを禁止されていたという。関係者は「子供たちはルパートのことを誇りに思っていて映画について聞きたがる。学校のスタッフはルパートの邪魔をしないように生徒たちに注意を促しており、ルールを破ったものは誰であろうと居残りの罰を受けることになる」とコメントしている。
2020年4月、2011年より交際していた女優のジョージア・グルームが第一子を妊娠していることが明らかになった。前年には互いにゴールドの指輪をはめていて、結婚の噂もあった。2020年5月、女児が生まれたことを公表。当初はプライベートを尊重する意向から名前などは発表していなかったが、のちにInstagramで名前を公表した。

### 資産
2010年2月、『ヴァニティ・フェア』誌が「2009年に最も稼いだハリウッドの稼ぎ手」のランキングを発表し、3,000万ドル（日本円で約27億）を稼いで15位にランクインした。この金額は映画ギャランティだけでなく、商品のロイヤリティ収入なども含んでいる。
2010年11月、英『ヒート・マガジン』が「最もリッチな30歳以下のイギリス人スターランキング」を発表し、グリントは推定総資産額1900万ポンド（日本円で約24億8000万円）で4位にランクインした。ランキングの1位にはダニエル・ラドクリフ、3位にはエマ・ワトソンもランクインした。
2011年7月、英紙『ガーディアン』によると『ハリー・ポッター』シリーズで主役の3人がこれまでに稼いだ収入を合計すると8500万ポンド（日本円で約108億円）は下らないが、3人とも不動産に投資をしているという。グリントは生まれ故郷の英国ハートフォードシャー州に複数の不動産を所有しており、2万5000坪の敷地に立つ荘園領主の館を540万ポンド（日本円で約7億円）で購入したほか、335万ポンド（日本円で約4億円）の邸宅と49万5000ポンド（日本円で約6200万円）の住宅を所有しているという。

## エピソード
- エド・シーランに間違えられることが多い[13]。
- ロン・ウィーズリーと同様、クモが苦手である。

## フィルモグラフィ

### 映画
| 年   | 題名 | 役名                 | 備考               | 吹き替え |
| ---- | --- | -------------------- | ------------------ | -------- |
| 2001 | ハリー・ポッターと賢者の石 Harry Potter and the Sorcerer's Stone                                        | ロン・ウィーズリー   |                    | 常盤祐貴 |
| 2002 | ハリー・ポッターと秘密の部屋 Harry Potter and the Chamber of Secrets                                    | ロン・ウィーズリー   |                    | 常盤祐貴 |
| 2002 | サンダーパンツ! Thunderpants                                                                            | アラン・A・アレン    | 真柴摩利           |          |
| 2004 | ハリー・ポッターとアズカバンの囚人 Harry Potter and the Prisoner of Azkaban                             | ロン・ウィーズリー   | 常盤祐貴           |          |
| 2005 | ハリー・ポッターと炎のゴブレット Harry Potter and the Goblet of the Fire                                | ロン・ウィーズリー   | 常盤祐貴           |          |
| 2006 | Driving Lessons                                                                                         | ベン・マーシャル     | N/A                |          |
| 2007 | ハリー・ポッターと不死鳥の騎士団 Harry Potter and the Order of the Phoenix                              | ロン・ウィーズリー   | 常盤祐貴           |          |
| 2009 | Cherrybomb                                                                                              | マラキー・マックニー | N/A                |          |
| 2009 | ターゲット Wild Target                                                                                  | トニー               | （吹き替え版なし） |          |
| 2009 | ハリー・ポッターと謎のプリンス Harry Potter and the Half-Blood Prince                                   | ロン・ウィーズリー   | 常盤祐貴           |          |
| 2010 | ハリー・ポッターと死の秘宝 PART1 Harry Potter and the Deathly Hallows Part I                            | ロン・ウィーズリー   | 常盤祐貴           |          |
| 2011 | ハリー・ポッターと死の秘宝 PART2 Harry Potter and the Deathly Hallows Part II                           | ロン・ウィーズリー   | 常盤祐貴           |          |
| 2012 | イントゥ・ザ・ホワイト（原題） Into the White                                                           | ロバート・スミス     | N/A                |          |
| 2013 | バレット・オブ・ラヴ Charlie Countryman                                                                 | カール               | 後藤ヒロキ         |          |
| 2013 | CBGB | チーター・クローム   | N/A                |          |
| 2013 | Foosball                                                                                                | アマデオ             | 声の出演           | N/A      |
| 2014 | Postman Pat: The Movie                                                                                  | ジョシュ             | 声の出演           | N/A      |
| 2015 | Enemy of Man                                                                                            | Rosse                |                    | N/A      |
| 2015 | ムーンウォーカーズ Moonwalkers                                                                          | ジョニー             | N/A                |          |
| 2017 | Sick Note ～診断書で人生復活?!～ Sick Note                                                              | ダニエル・グラス     | N/A                |          |
| 2022 | ハリー・ポッター20周年記念:リターン・トゥ・ホグワーツ Harry Potter 20th Anniversary: Return to Hogwarts | 本人                 | 常盤祐貴           |          |
| 2023 | ノック 終末の訪問者 Knock at the Cabin                                                                  | レドモンド           | 中村章吾           |          |

### テレビシリーズ
| 年        | 題名                                                                         | 役名                                    | 備考                    | 吹替     |
| --------- | ---------------------------------------------------------------------------- | --------------------------------------- | ----------------------- | -------- |
| 2017-2023 | Sick Note 〜診断書で人生復活?!〜 Sick Note                                   | ダニエル・グラス                        |                         |          |
| 2017-2020 | Urban Myths                                                                  | オーガスト・クビゼク                    |                         |          |
| 2018      | スナッチ・ザ・シリーズ Snatch                                                | チャーリー・カヴェンディッシュ=スコット |                         |          |
| 2019      | アガサ・クリスティー ABC殺人事件 The ABC Murders                             | クローム警部                            | 稲垣拓哉                |          |
| 2019-2021 | サーヴァント ターナー家の子守 Servant                                        | ジュリアン・ピアース                    | 細川祥央                |          |
| 2022      | ギレルモ・デル・トロの驚異の部屋 Guillermo del Toro's Cabinet of Curiosities | ウォルター                              | Netflixオリジナルドラマ | 逢笠恵祐 |

### ミュージック・ビデオ
| アーティスト名     | 年   | 曲名          |
| ------------------ | ---- | ------------- |
| エド・シーラン     | 2011 | Lego House    |
| エド・シーラン     | 2025 | A Little More |
| サレカ・シャマラン | 2021 | The Sky Cries |